# Огниково
Огниково — посёлок в Ермолинском сельском поселении Истринского района Московской области. Население — 183 чел. (2010), в деревне 3 улицы, зарегистрировано 11 садовых товариществ, в посёлке действует Покровская церковь. С Истрой связан автобусным сообщением (автобусы № 30. Платф. Истра — Огниково, 28).

## Население
| 2002 | 2006 | 2010 |
| ---- | ---- | ---- |
| 201  | ↘162 | ↗183 |

## География

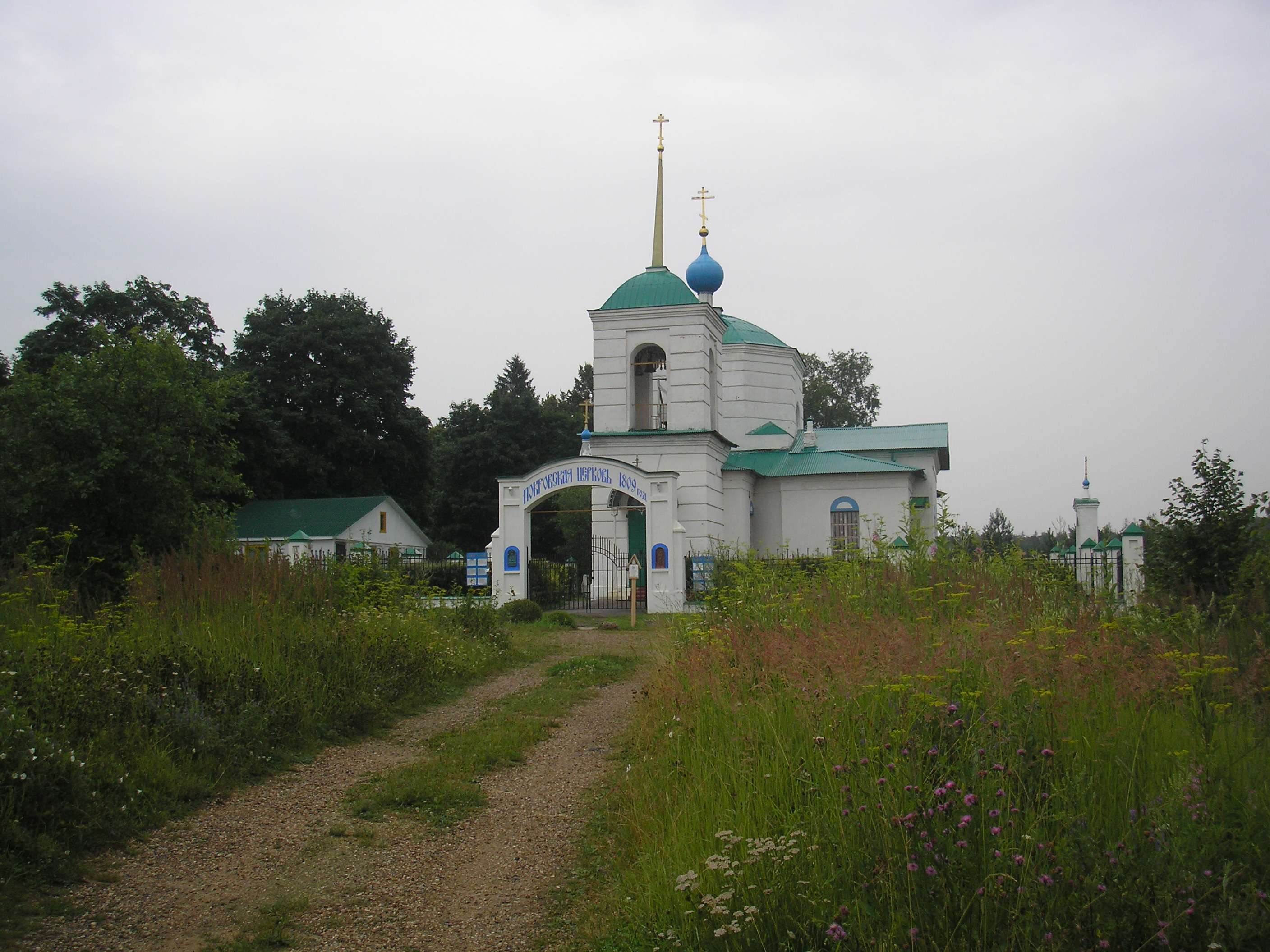
Покровская церковь

Находится примерно в 9 км на север от Истры, у границы с Солнечногорским районом, высота над уровнем моря 190 м. Ближайшие населённые пункты: Духанино в 3,5 км на юго-восток, Никольское в 2,5 км на юг и Соколово в 3,5 км на север.

## История
Впервые, как «село Вогнениково, Вогниково тож, а в ней место церковное» упоминается в 1651 году, в 1671 году была построена деревянная Покровская церковь с двумя приделами, село в документах называлось Покровское-Огниково. По ведомости за 1784 года в приходе значилось 48 дворов, в 1806 году владелицей села Марией Ивановной Лобановой-Ростовской построена нынешняя каменная церковь.
До 1996 года — посёлок пансионата «Огниково».
От усадьбы остались регулярный липовый парк с копаным квадратным прудом и насыпными холмиками. Усадебные постройки утрачены.